# Meolie Jauch
Meolie Jauch (* 2. Februar 2007 in Herrenberg) ist eine deutsche Gerätturnerin.

## Werdegang
Jauch begann als Kind bei der SpVgg Holzgerlingen mit dem Turnsport. 2019 wechselte sie im Alter von nur zwölf Jahren zum Serienmeister MTV Stuttgart.
Bei den Junioren-Europameisterschaften 2022 in München gewann Jauch mit der Mannschaft die Bronzemedaille. Kurze Zeit später sicherte sie sich beim Europäischen Olympischen Sommer-Jugendfestival 2021 im slowakischen Banská Bystrica, welches durch die COVID-19-Pandemie um ein Jahr verschoben wurde, am Stufenbarren im Einzel die Bronzemedaille sowie eine weitere Silbermedaille mit dem Team.
Den Start bei den Turn-Europameisterschaften 2023 in Antalya verpasste Jauch wegen einer Rückenverletzung. Bei den Turn-Weltmeisterschaften 2023 in Antwerpen gehörte Jauch zur deutschen Mannschaft. Am Stufenbarren verpasste sie als 25. der Qualifikation das Finale. Auch mit der Mannschaft erreichte sie mit dem 13. Platz nicht den Sprung in die Finalrunde. Beim Turn-Weltcup in Cottbus im gleichen Jahr erreichte sie mit Platz zwei in ihrer Paradedisziplin ihren ersten Podestplatz. Ein Jahr später schied sie an gleicher Stelle im Weltcup, der zugleich als Qualifikation für die Olympischen Sommerspiele 2024 in Paris galt, als 25. der Qualifikation noch vor dem Finale aus. Nachdem sie sich dann noch das Kreuzband riss, konnte Jauch die komplette Saison 2024 an keinen Wettbewerben teilnehmen.
Im Dezember 2024 gab Jauch im Alter von nur 17 Jahren aus „mentalen Gründen“ ihr Karriereende bekannt. Zuvor waren Missbrauchsvorwürfe am Turnstandort Stuttgart, auch gegen Jauchs Trainer Camiciotti bekannt geworden, der daraufhin entlassen wurde. Bereits im Sommer 2025 gab sie ihr Comeback in der 2. Turn-Bundesliga für ihren neuen Verein aus Nürtingen und gewann bei den im Rahmen der Finals Dresden 2025 stattfindenden Deutschen Turnmeisterschaften ihren ersten nationalen Titel am Stufenbarren vor Karina Schönmaier und Janoah Müller.